# Saison 2014 de l'équipe cycliste Astana Continental

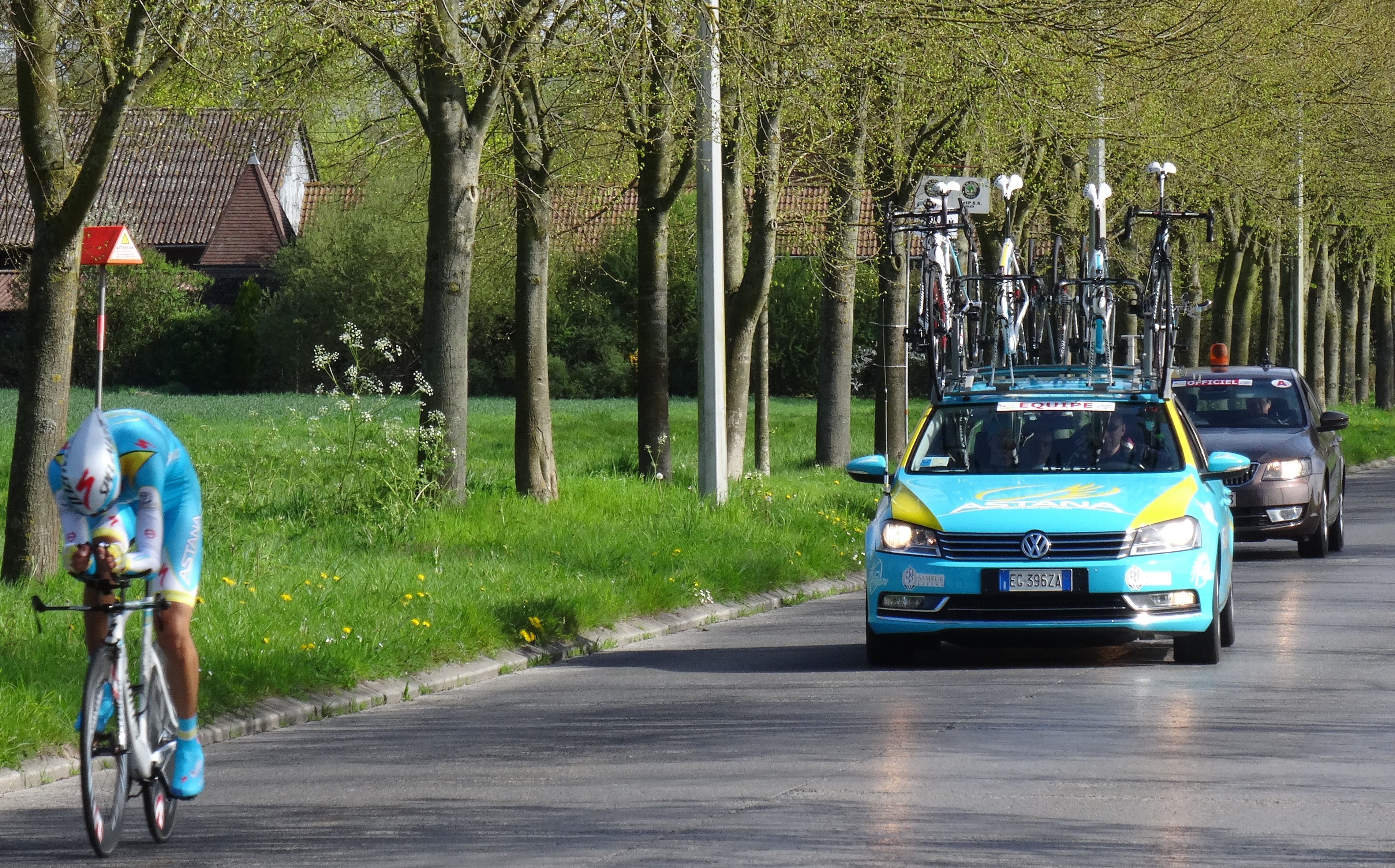
Un des coureurs lors du contre-la-montre de la 2ea étape du Triptyque des Monts et Châteaux 2014 à Bernissart.

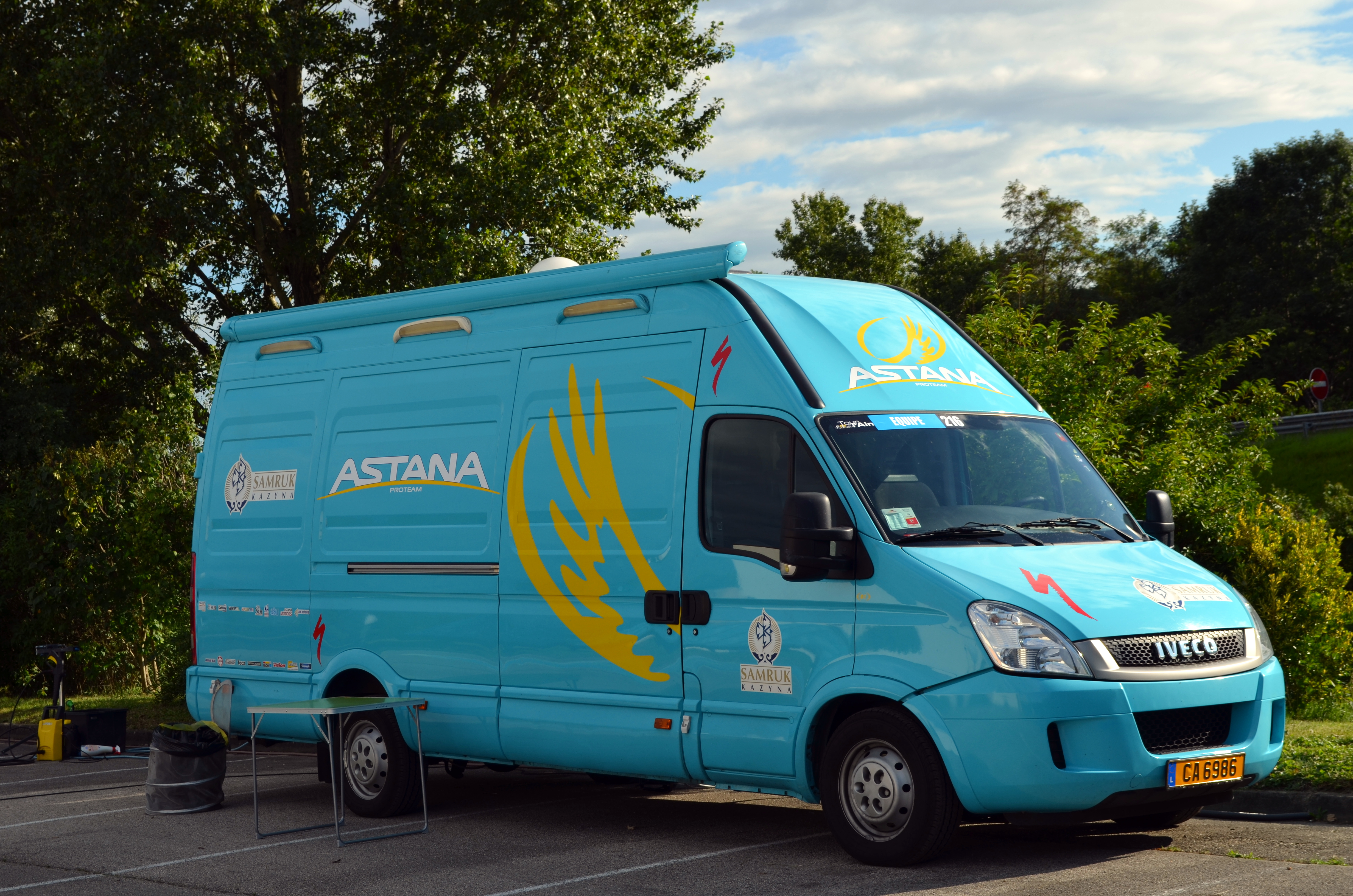
La camionnette de l'équipe lors de la 1re étape du Tour de l'Ain 2014.

La saison 2014 de l'équipe cycliste Astana Continental est la troisième de cette équipe.

## Préparation de la saison 2014

### Arrivées et départs
| Arrivées            | Équipe 2013                |
| ------------------- | -------------------------- |
| Galym Akhmetov      |                            |
| Artur Fedosseyev    |                            |
| Vadim Galeyev       |                            |
| Pavel Gatskiy       |                            |
| Yerlan Pernebekov   |                            |
| Viktor Okishev      |                            |
| Dmitriy Rive        |                            |
| Michele Scartezzini | Trevigiani Dynamon Bottoli |
| Sergey Shemyakin    |                            |

| Départs                 | Équipe 2014 |
| ----------------------- | ----------- |
| Tynys Akanov            |             |
| Aleksandr Chouchemoïne  | Vino 4ever  |
| Daniil Fominykh         | Astana      |
| Vladislav Gorbunov      |             |
| Nazar Jumabekov         |             |
| Yevgeniy Nepomnyachshiy |             |
| Sergey Renev            |             |
| Nikita Umerbekov        |             |

## Coureurs et encadrement technique

### Effectif

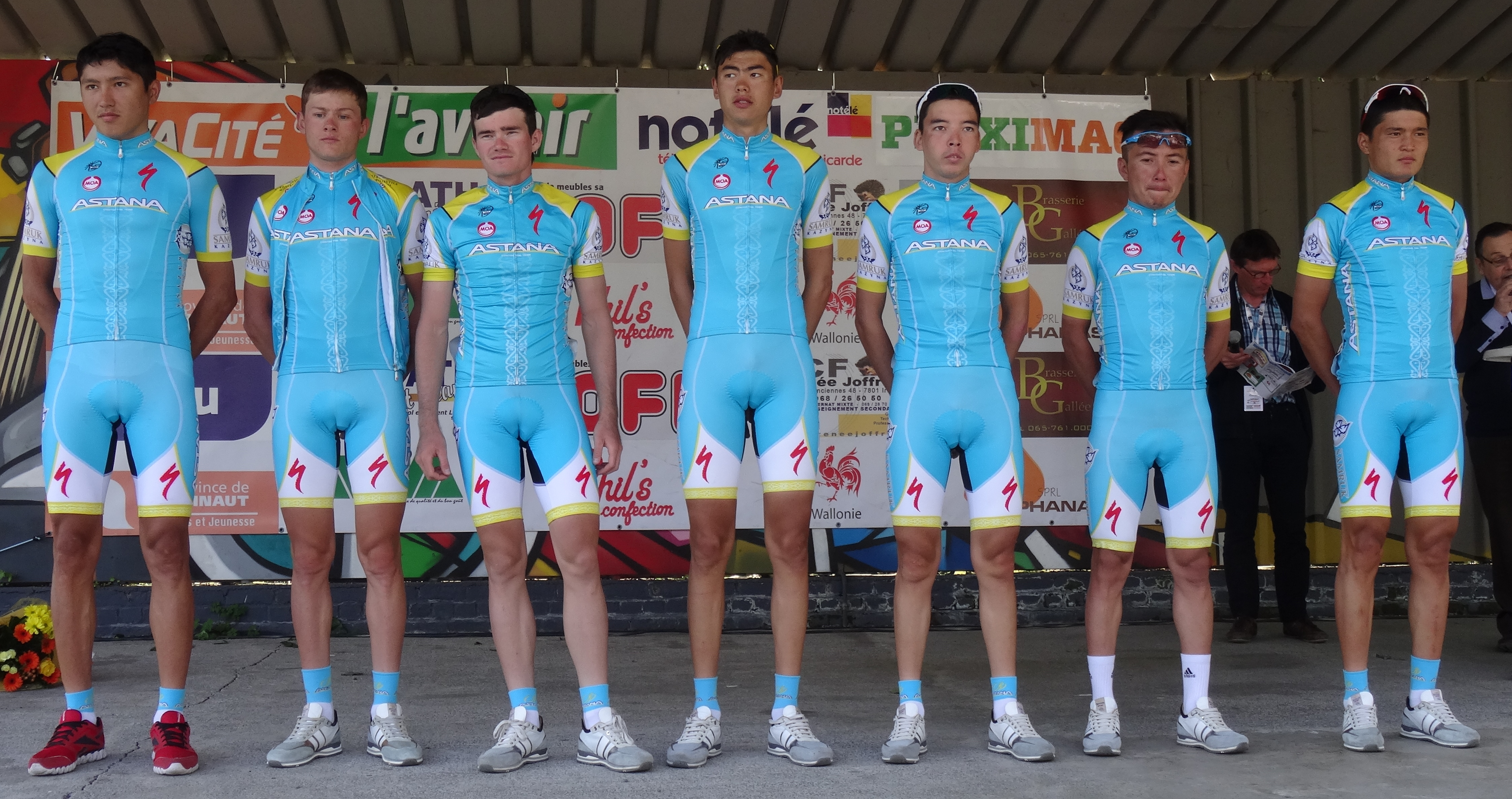
Maxat Ayazbayev, Viktor Okishev, Vadim Galeyev, Zhandos Bizhigitov, Bakhtiyar Kozhatayev, Abdraimzhan Ishanov et Nurbolat Kulimbetov lors de la présentation des coureurs avant la 2eb étape du Triptyque des Monts et Châteaux 2014.

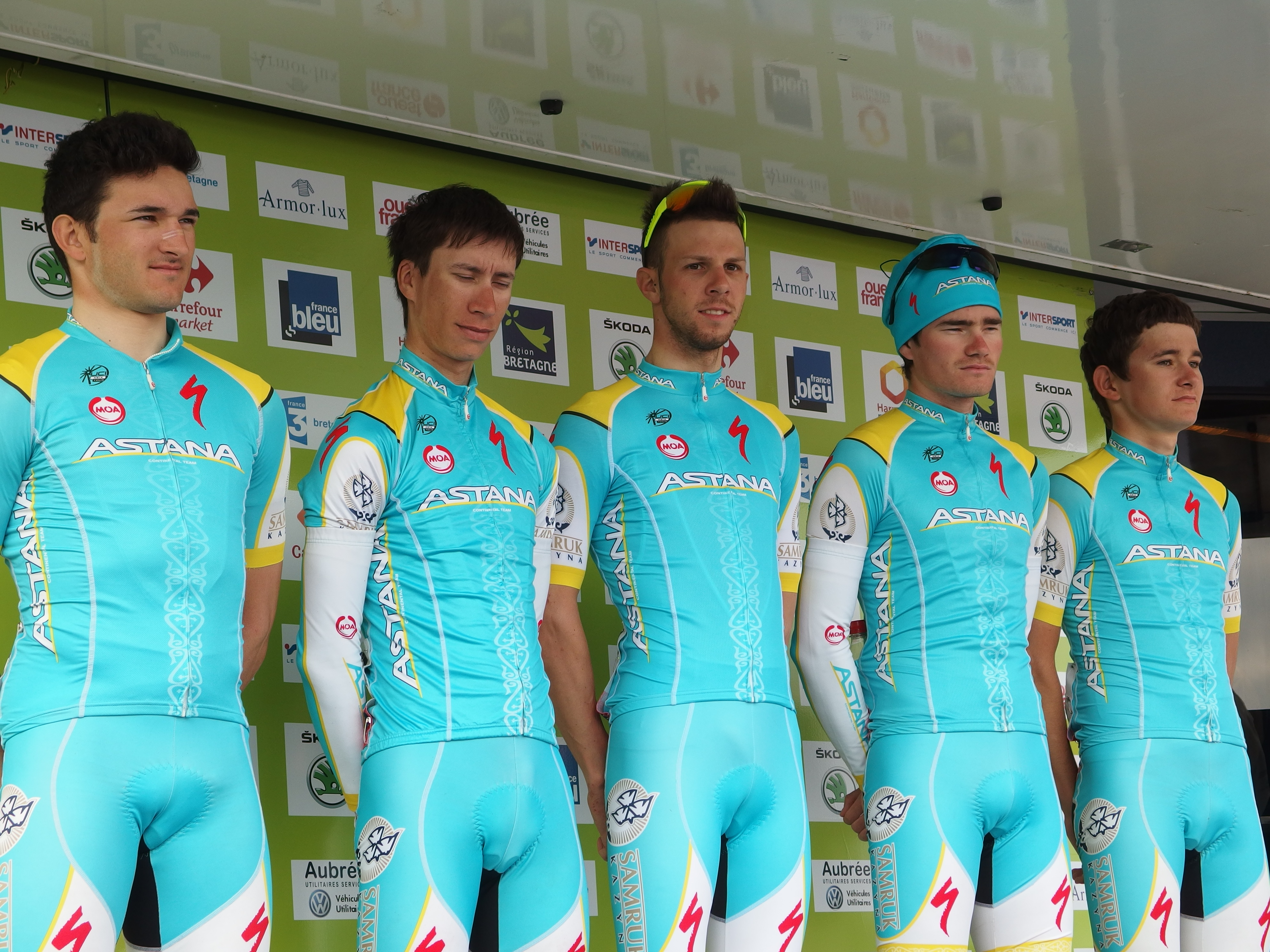
L'équipe lors du Tour de Bretagne 2014.

La saison 2014 est marquée par la mort de Yerlan Pernebekov d'un accident vasculaire cérébral survenue à la suite d'un éclatement de vaisseau sanguin. Le 14 mars, alors qu'il était en camp d'entraînement avec quelques-uns de ses coéquipiers, il s'est plaint à l'heure du dîner de maux de tête sévères et a été conduit à l'hôpital, mais malgré les efforts, les médecins n'ont rien pu faire, et il est mort le 17 mars, à l'âge de 18 ans.
| Cycliste             | Date de naissance | Nationalité | Équipe 2013                |
| -------------------- | ----------------- | ----------- | -------------------------- |
| Galym Akhmetov       | 20 mars 1995      | Kazakhstan  |                            |
| Maxat Ayazbayev      | 27 janvier 1992   | Kazakhstan  | Astana Continental         |
| Marco Benfatto       | 6 janvier 1988    | Italie      | Astana Continental         |
| Zhandos Bizhigitov   | 10 juin 1991      | Kazakhstan  | Astana Continental         |
| Ilya Davidenok       | 19 avril 1992     | Kazakhstan  | Astana Continental         |
| Artur Fedosseyev     | 29 janvier 1994   | Kazakhstan  |                            |
| Vadim Galeyev        | 7 février 1992    | Kazakhstan  |                            |
| Pavel Gatskiy        | 1er janvier 1991  | Kazakhstan  |                            |
| Abdraimzhan Ishanov  | 10 avril 1990     | Kazakhstan  | Astana Continental         |
| Bakhtiyar Kozhatayev | 28 mars 1992      | Kazakhstan  | Astana Continental         |
| Nurbolat Kulimbetov  | 9 mai 1992        | Kazakhstan  | Astana Continental         |
| Tilegen Maidos       | 10 juin 1993      | Kazakhstan  | Astana Continental         |
| Nikita Panassenko    | 18 mars 1992      | Kazakhstan  |                            |
| Yerlan Pernebekov    | 16 juin 1995      | Kazakhstan  |                            |
| Viktor Okishev       | 4 février 1994    | Kazakhstan  |                            |
| Dmitriy Rive         | 19 avril 1995     | Kazakhstan  |                            |
| Michele Scartezzini  | 10 janvier 1992   | Italie      | Trevigiani Dynamon Bottoli |
| Roman Semyonov       | 23 janvier 1993   | Kazakhstan  | Astana Continental         |
| Sergey Shemyakin     | 31 août 1995      | Kazakhstan  |                            |

Portraits
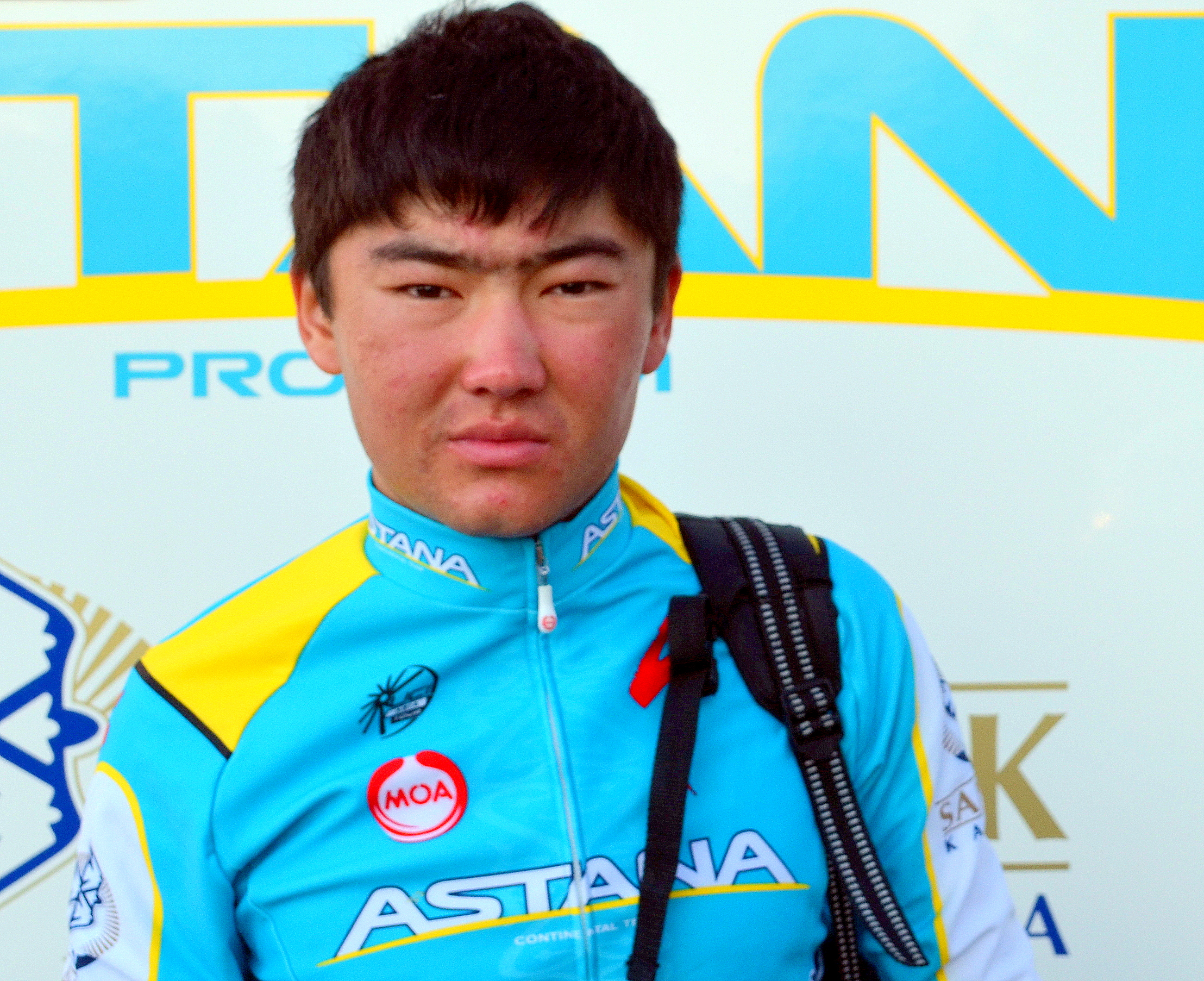
Galym Akhmetov.
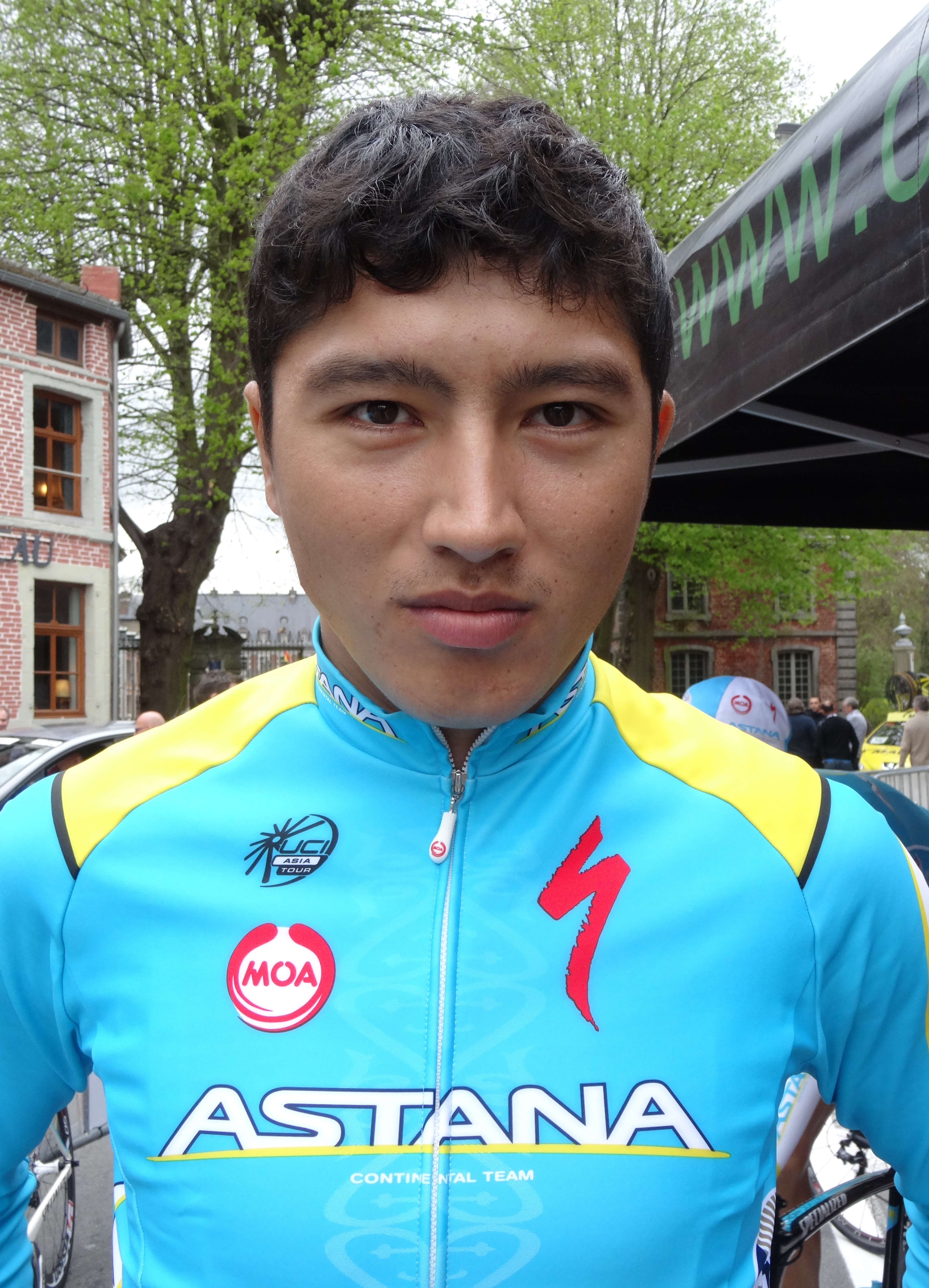
Maxat Ayazbayev.
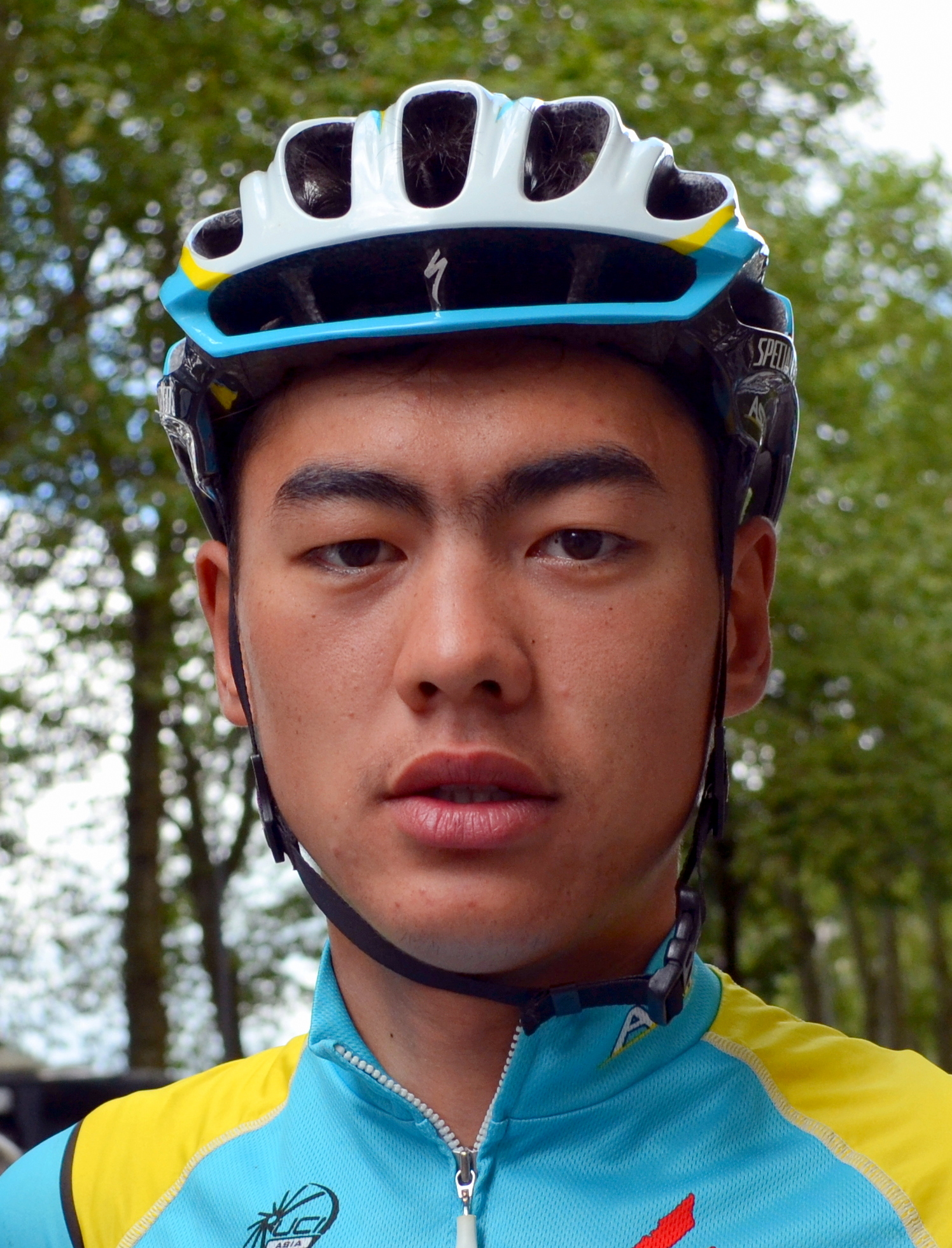
Zhandos Bizhigitov.
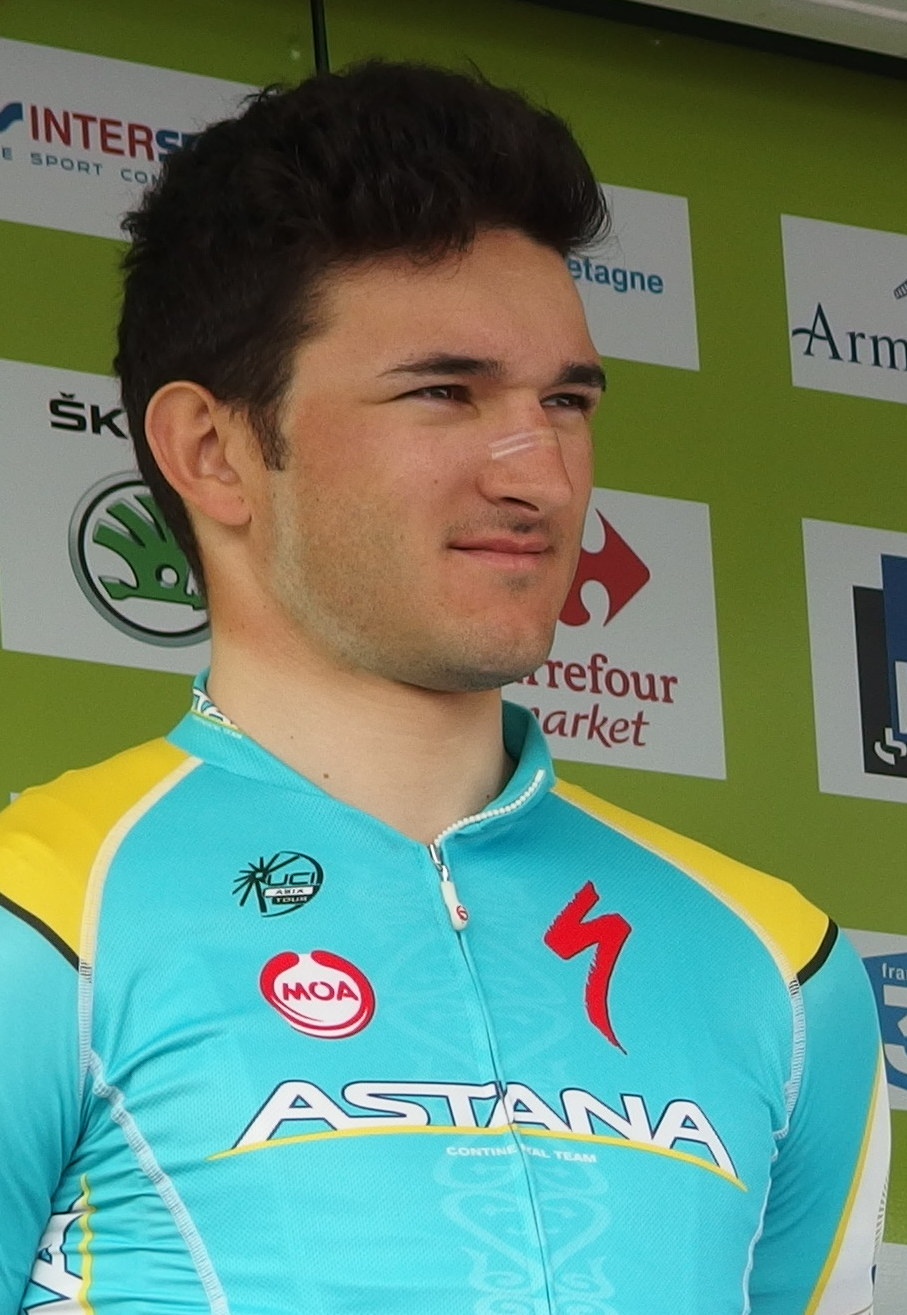
Marco Benfatto.
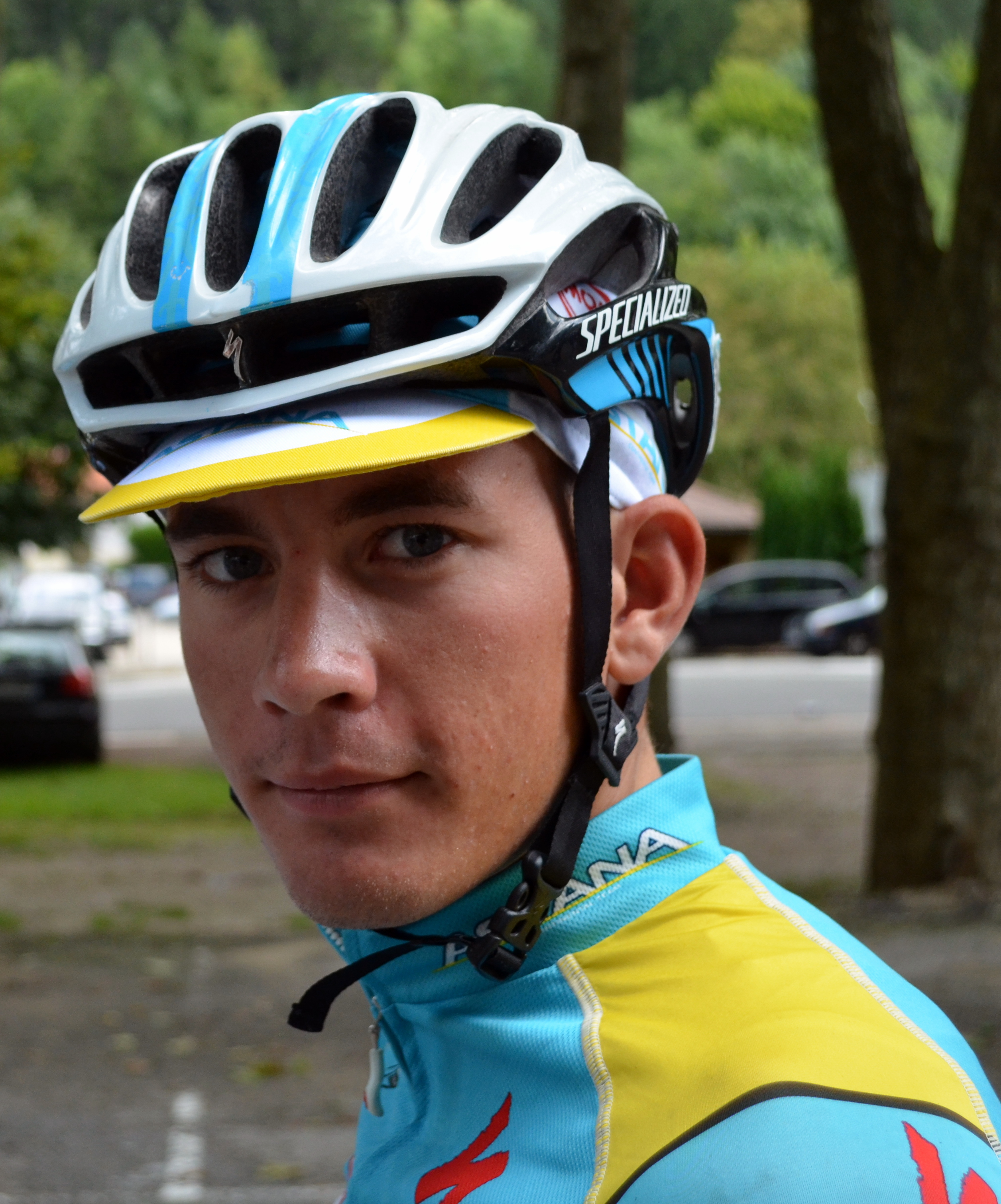
Artur Fedosseyev.
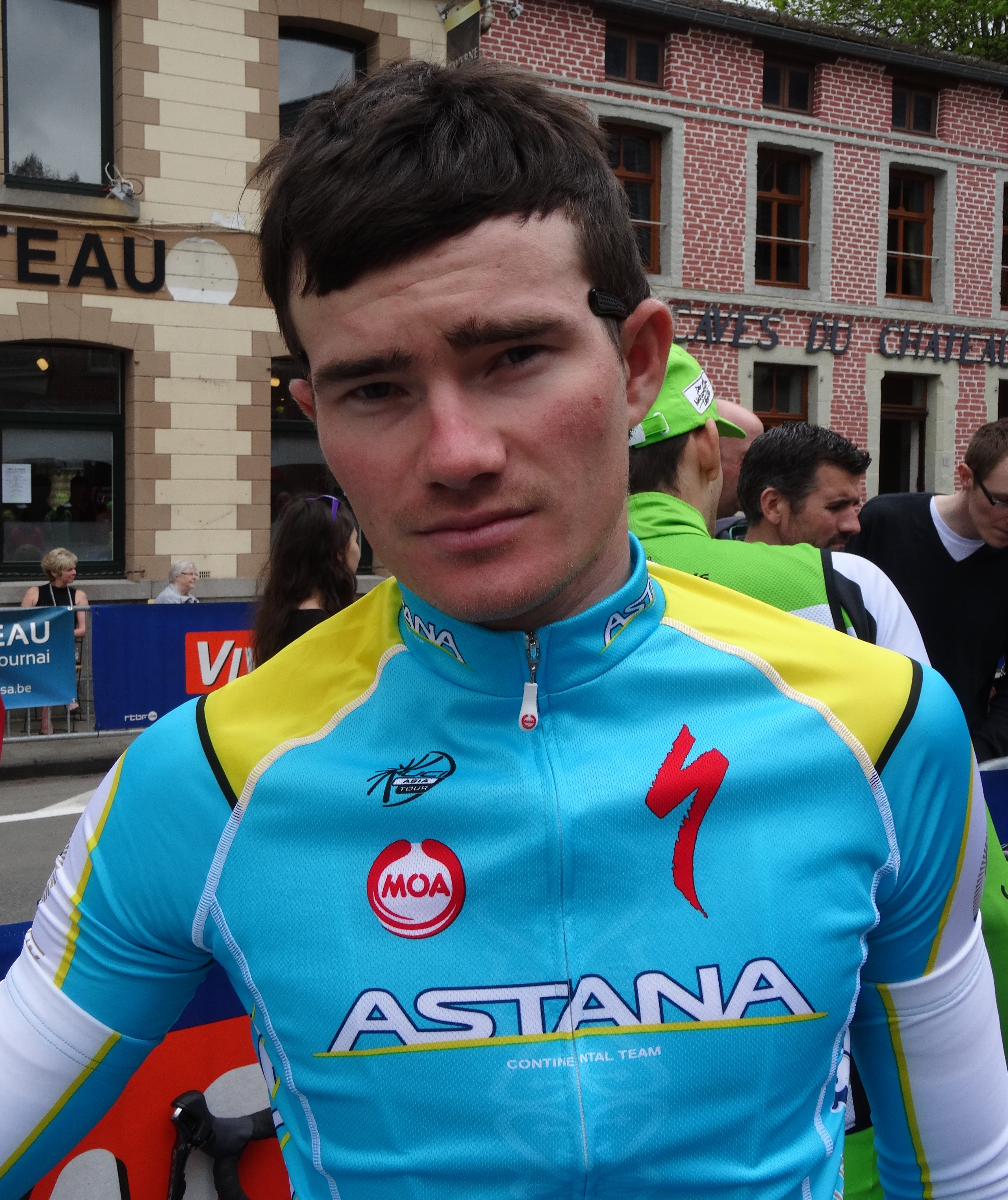
Vadim Galeyev.
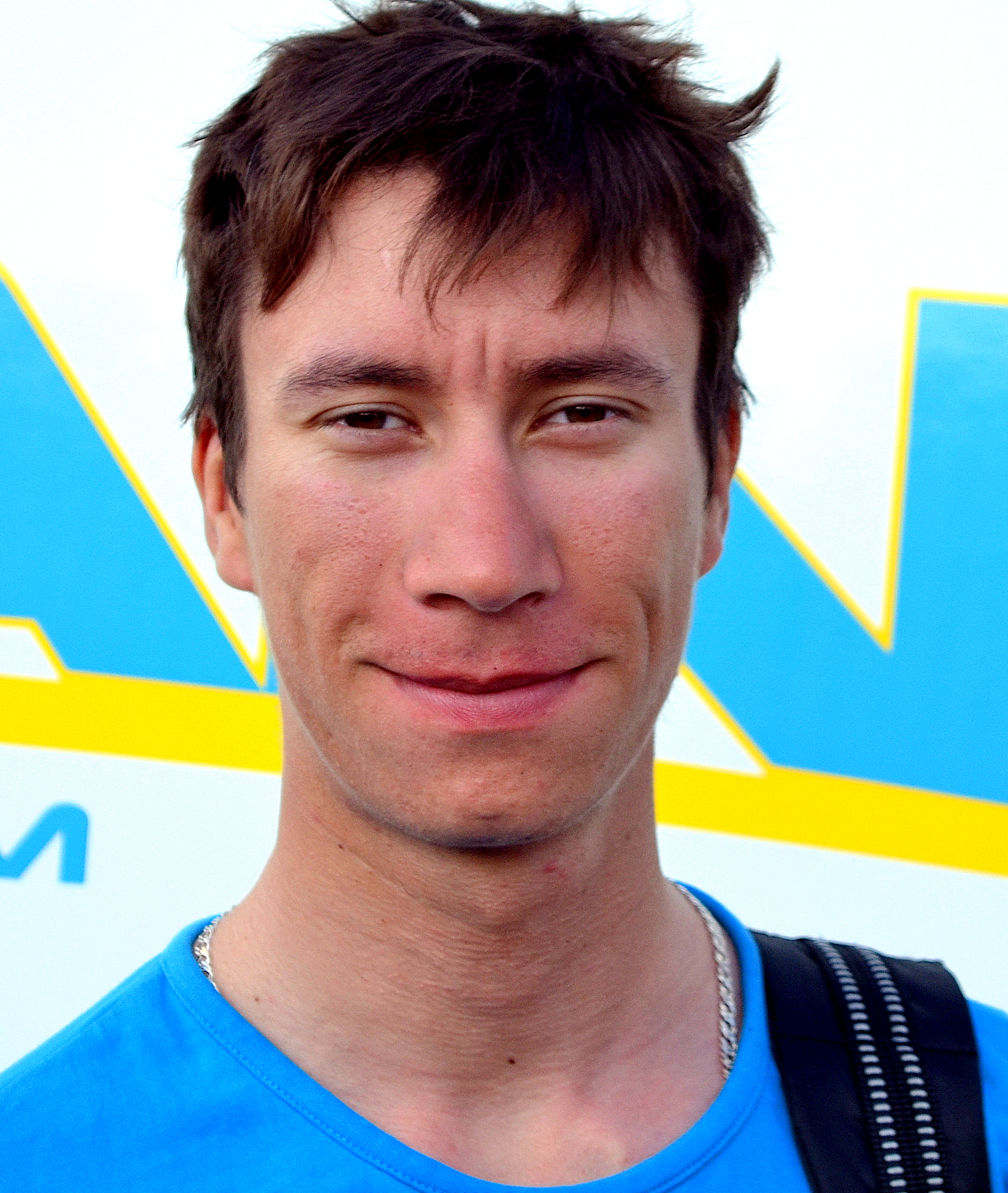
Pavel Gatskiy.
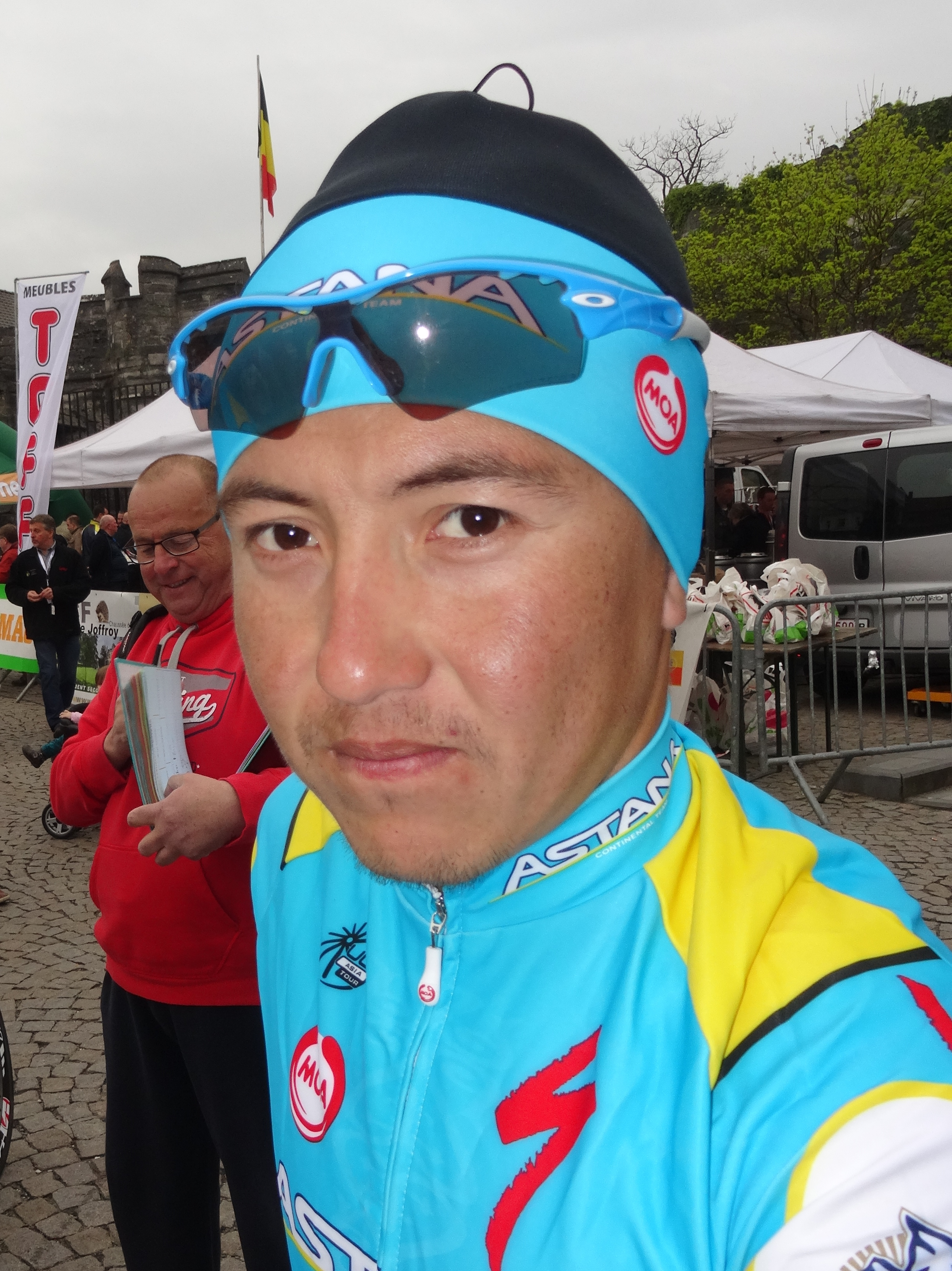
Abdraimzhan Ishanov.
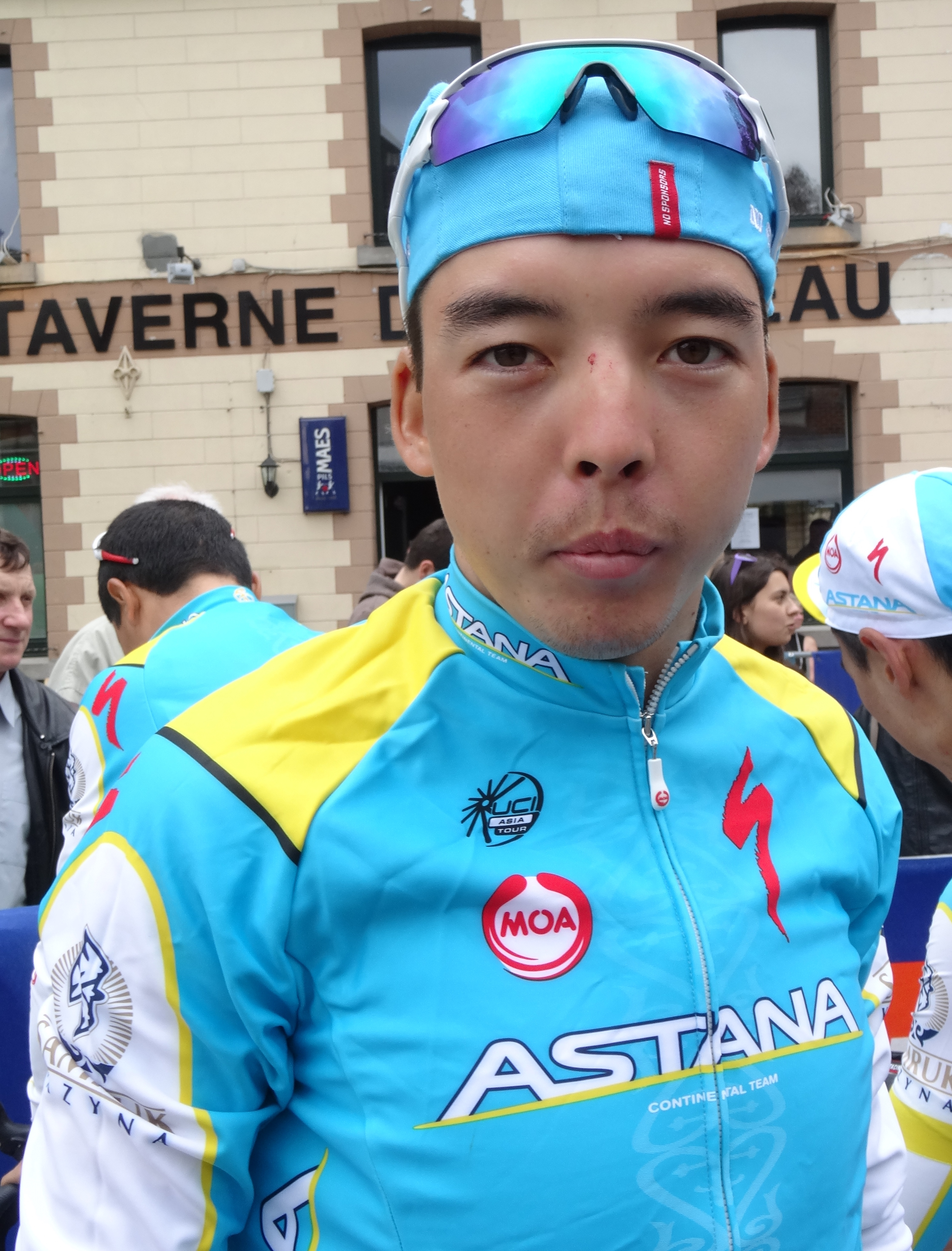
Bakhtiyar Kozhatayev.
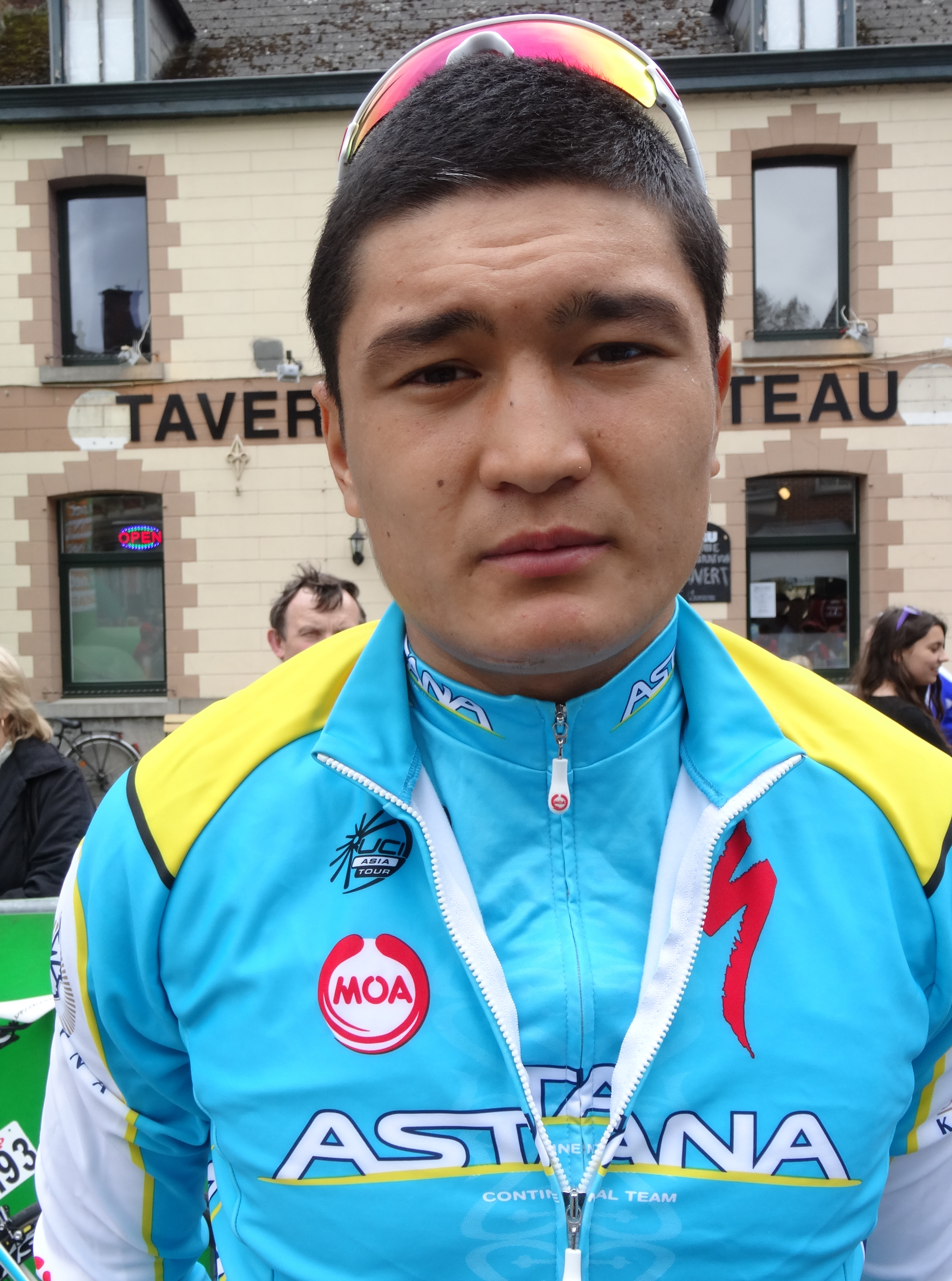
Nurbolat Kulimbetov.
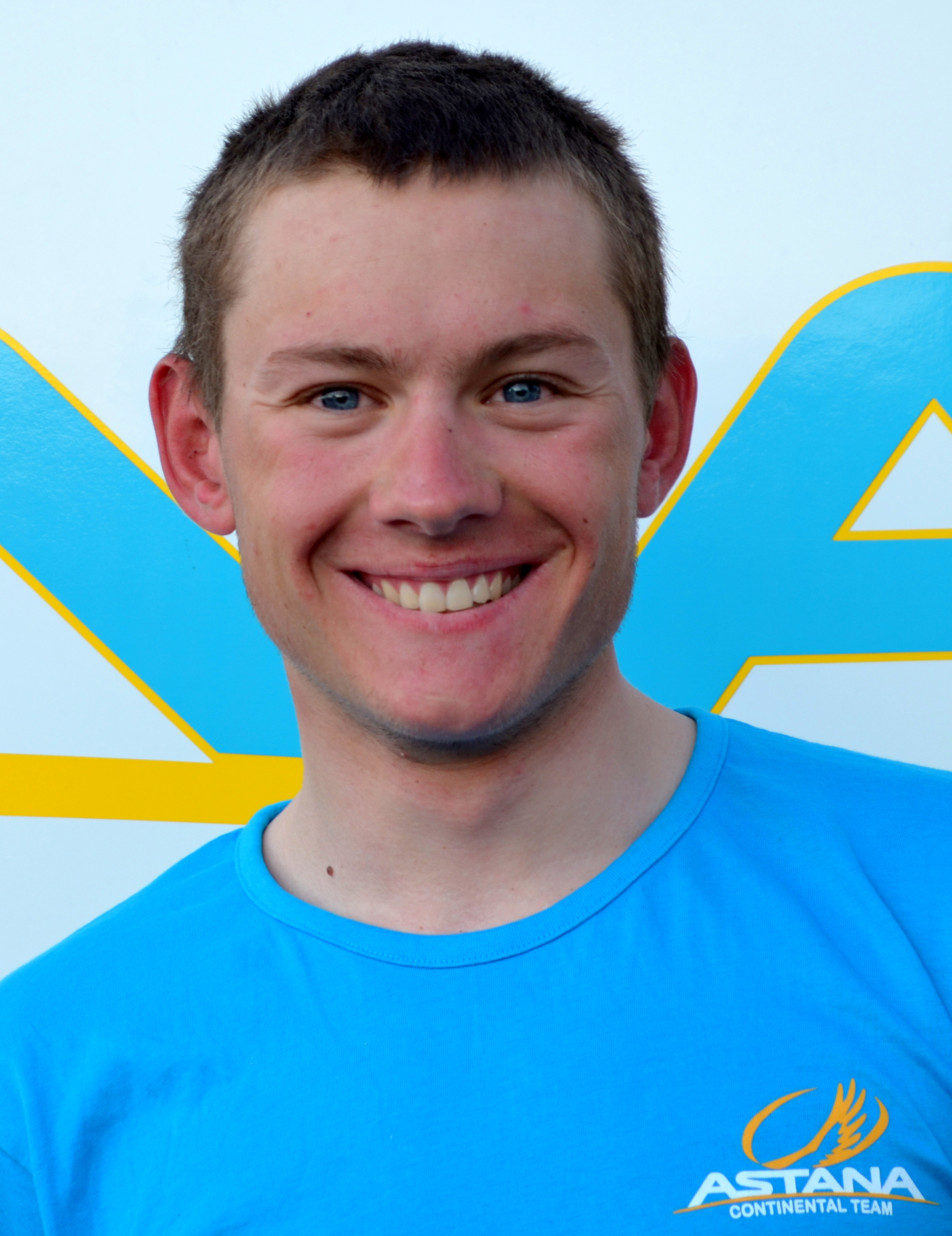
Viktor Okishev.
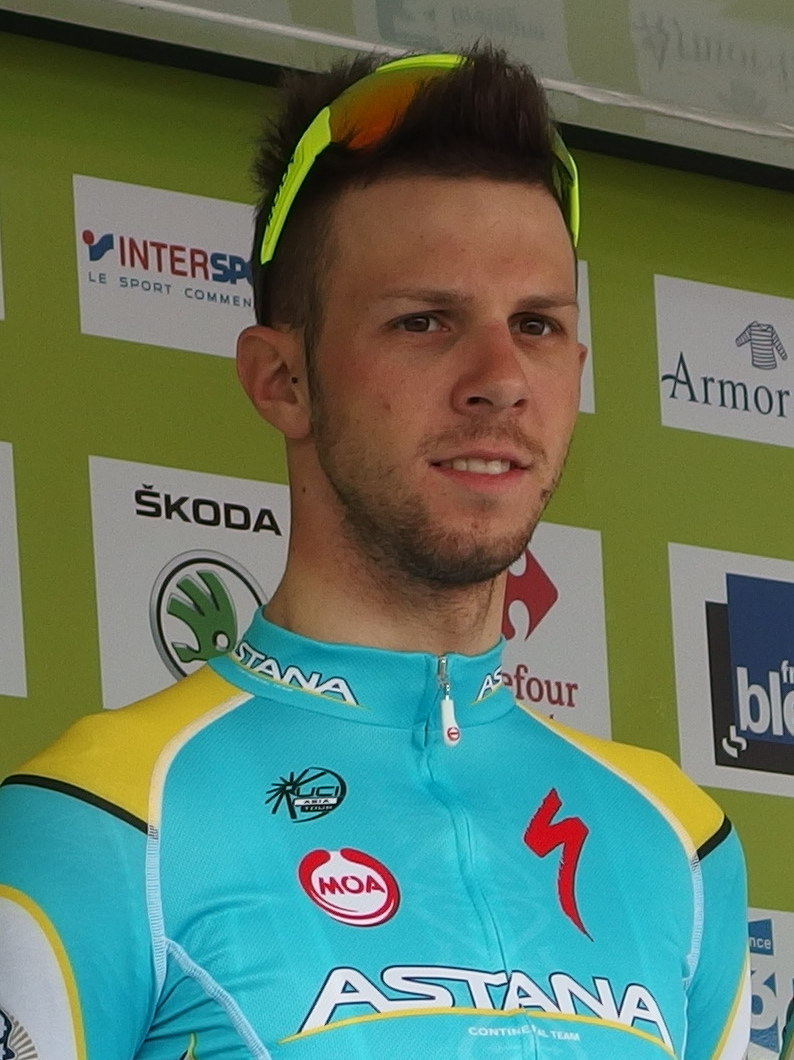
Michele Scartezzini.
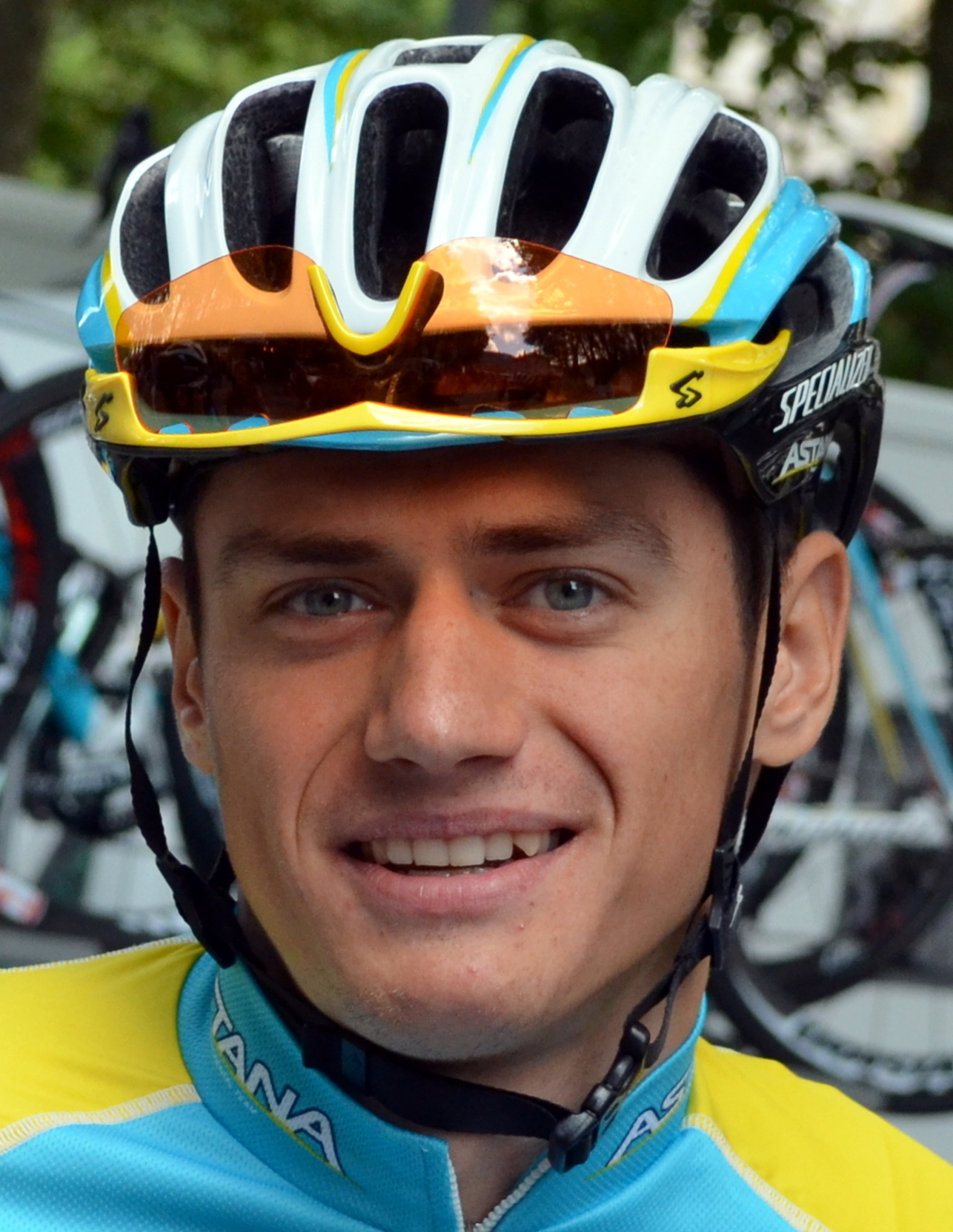
Roman Semyonov.
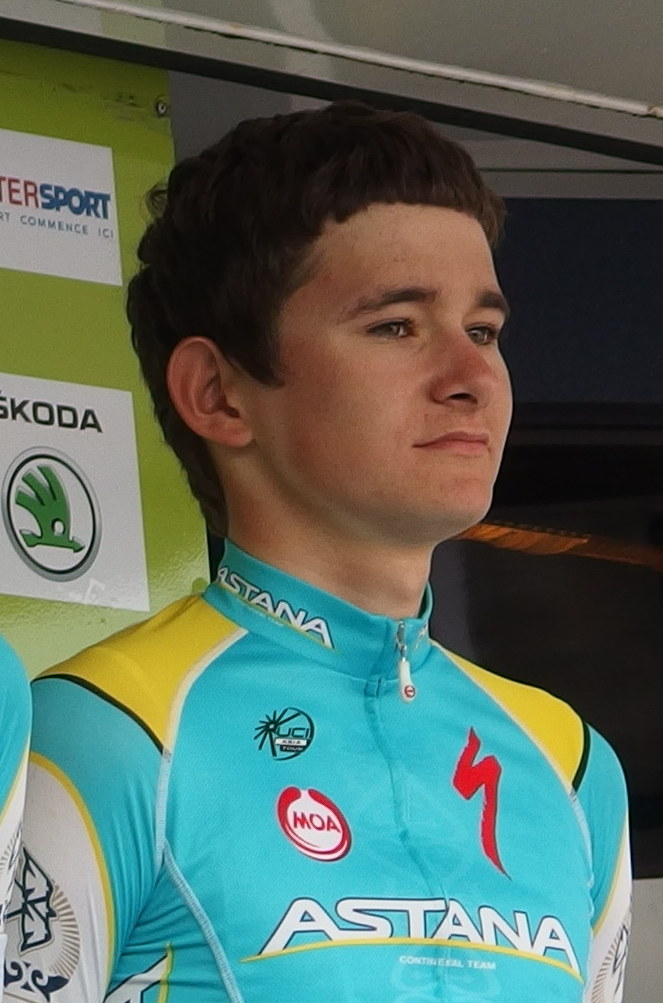
Sergey Shemyakin.

## Bilan de la saison

### Victoires
| Date       | Course                                    | Pays       | Classe | Vainqueur      |
| ---------- | ----------------------------------------- | ---------- | ------ | -------------- |
| 29/03/2014 | 5e étape du Tour de Normandie             | France     | 2.2    | Marco Benfatto |
| 26/04/2014 | 2e étape du Tour de Bretagne              | France     | 2.2    | Vadim Galeyev  |
| 28/06/2014 | Championnat du Kazakhstan sur route       | Kazakhstan | CN     | Ilya Davidenok |
| 07/07/2014 | 2e étape du Tour du lac Qinghai           | Chine      | 2.HC   | Marco Benfatto |
| 09/07/2014 | 4e étape du Tour du lac Qinghai           | Chine      | 2.HC   | Marco Benfatto |
| 16/07/2014 | 10e étape du Tour du lac Qinghai          | Chine      | 2.HC   | Ilya Davidenok |
| 19/07/2014 | Classement général du Tour du lac Qinghai | Chine      | 2.HC   | Ilya Davidenok |
| 11/09/2014 | 3e étape du Tour de Chine II              | Chine      | 2.1    | Vadim Galeyev  |

### Classements UCI

#### UCI America Tour
L'équipe Astana Continental termine à la 21e place de l'America Tour avec 58 points. Ce total est obtenu par l'addition des points des huit meilleurs coureurs de l'équipe au classement individuel, cependant seuls trois coureurs sont classés,.
| Rang | Coureur             | Points |
| ---- | ------------------- | ------ |
| 60   | Maxat Ayazbayev     | 48     |
| 285  | Nurbolat Kulimbetov | 8      |
| 427  | Marco Benfatto      | 2      |

#### UCI Asia Tour
L'équipe Astana Continental termine à la 11e place de l'Asia Tour avec 377 points. Ce total est obtenu par l'addition des points des huit meilleurs coureurs de l'équipe au classement individuel,.
| Rang | Coureur              | Points |
| ---- | -------------------- | ------ |
| 19   | Vadim Galeyev        | 134    |
| 38   | Marco Benfatto       | 85     |
| 101  | Bakhtiyar Kozhatayev | 40     |
| 112  | Maxat Ayazbayev      | 35     |
| 118  | Nurbolat Kulimbetov  | 32     |
| 156  | Pavel Gatskiy        | 23     |
| 188  | Viktor Okishev       | 16     |
| 238  | Roman Semyonov       | 12     |
| 274  | Michele Scartezzini  | 10     |
| 279  | Zhandos Bizhigitov   | 10     |
| 338  | Abdraimzhan Ishanov  | 6      |
| 421  | Dmitriy Rive         | 2      |
| 456  | Artur Fedosseyev     | 1      |

#### UCI Europe Tour
L'équipe Astana Continental termine à la 68e place de l'Europe Tour avec 147 points. Ce total est obtenu par l'addition des points des huit meilleurs coureurs de l'équipe au classement individuel,.
| Rang | Coureur              | Points |
| ---- | -------------------- | ------ |
| 342  | Bakhtiyar Kozhatayev | 40     |
| 396  | Artur Fedosseyev     | 32     |
| 406  | Roman Semyonov       | 30     |
| 647  | Marco Benfatto       | 13     |
| 766  | Vadim Galeyev        | 10     |
| 776  | Michele Scartezzini  | 9      |
| 799  | Tilegen Maidos       | 8      |
| 941  | Pavel Gatskiy        | 5      |